# کنیستون، کامبریا
کنیستون (به انگلیسی: Coniston) یک روستا و محله مدنی در بریتانیا است که در South Lakeland واقع شده‌است. کنیستون ۹۲۸ نفر جمعیت دارد.